# Gwendoline Davies
Gwendoline Elizabeth Davies (* 11. Februar 1882 in Llandinam; † 3. Juli 1951 in Oxford) war eine walisische Kunstsammlerin und Mäzenin. Mit ihrem ererbten Vermögen trug sie, ebenso wie ihre Schwester Margaret, eine der frühesten Sammlungen moderner Kunst in Großbritannien zusammen. Diese Werke des Impressionismus und Nachimpressionismus gelangten zusammen mit älteren Gemälden aus ihrem Besitz nach ihrem Tod als Stiftung ins National Museum Cardiff. Darüber hinaus förderte sie mit einem eigenen Verlag die Literatur und als Mitbegründerin des Gregynog Music Festival die Musik in Wales.

## Familie und Jugend
Der aus ärmlichen Verhältnissen stammende Großvater von Gwendoline Davies, David Davies (1818–1890), begründete das erhebliche Vermögen der Familie. Er stieg vom Arbeiter in einem Sägewerk zum Inhaber von Kohlegruben, Eisenbahnlinien und Werften auf. Einziger Sohn und Erbe dieses Vermögen war Edward Davies (1852–1898), der Vater von Gwendoline. Er heiratete die Pfarrerstochter Mary Jones, die Mutter von Gwendoline und ihren Geschwistern Margaret und David (1880–1944, der spätere David Davies, 1. Baron Davies). Nach dem frühen Tod der Mutter – Gwendoline war gerade sechs Jahre alt – heiratete der Vater 1891 die Schwester seiner Frau, Elisabeth Jones, die fortan die drei Kinder erzog, in Zusammenarbeit mit der Gouvernante Jane Blaker. Gwendoline Davies besuchte die Highfield School in Hendon und unternahm später zusammen mit ihrer Schwester und der Gouvernante Studienreisen nach Frankreich, Deutschland und Italien. Obwohl mehrsprachig erzogen, erlernte sie nie die walisische Sprache ihrer Heimat, für deren Kultur sie sich im Erwachsenenalter in besonderem Maße einsetzte. Besondere Prägung erhielt sie durch die calvinistische Religion, zu der sich ihre Familie bekannte. Vor diesem Hintergrund engagierte sie sich für wohltätige Zwecke, bildende Künste, Literatur und Musik. Sie selbst spielte Violine und besaß eine Stradivari.

## Die Kunstsammlerin
Ab 1908 begannen die Davies-Schwestern mit dem Aufbau ihrer Kunstsammlungen, wobei jede von ihnen nach eigenem Geschmack Kunstwerke auswählte, die zwar unter einem Dach vereint waren, aber dennoch keine gemeinsame Sammlung darstellten. Zu den frühesten Erwerbungen von Gwendoline Davies gehören Arbeiten von Jean-Baptiste Camille Corot, von dem sie 1908 das Gemälde Der Teich und 1909 eine Ansicht von Castel Gandolfo erwarb. Im selben Jahr kaufte sie mit Das kleine Gänsemädchen das erste Bild von Jean-François Millet, von dem in den Folgejahren die Gemälde Der barmherzige Samariter, Der Sämann, Die Sternschnuppen und Die Reisigbündelsammler ebenfalls in die Sammlung Eingang fanden. Viele der bedeutendsten Werke der Sammlung erstand Gwendoline Davies in der kurzen Zeitspanne von 1912 bis zum Ausbruch des Ersten Weltkrieges 1914. Hierzu gehören Arbeiter auf der Straße, Spaziergang im Mondschein und Kopf eines Mannes von Honoré Daumier, Venedig, der Landungssteg an der Mündung des Canal Grande von Eugène Boudin, Effet de neige à Petit-Montrouge von Édouard Manet, Ein Hof im Sommer von Adolphe Monticelli und von Eugène Carrière die Gemälde Das Leiden, Das Fussbad, Mutter mit Kind und Die Mutterschaft. Ebenfalls in dieser Zeit erwarb sie neben den beiden Venedigansichten Die Dämmerung und San Giorgio Maggiore drei Seerosenbilder von Claude Monet. Im März 1913 kam mit dem Gemälde La Parisienne von Pierre-Auguste Renoir das bekannteste Bild in ihre Sammlung. Zudem erwarb sie von Auguste Rodin die Skulpturen Ewiger Frühling, Zur Erde gefallene Illusion, Die Erde und der Mond sowie zwei Arbeiten mit dem Titel Der Kuss (je eine in Bronze und in Marmor). 1913 kamen Kunstwerke aus den Sammlungen von Gwendoline und Margaret erstmals in der Cardiff City Hall zur Ausstellung.
Der Erste Weltkrieg brachte zunächst eine Unterbrechung im Aufbau der Sammlung. Die Davies-Schwestern kümmerten sich zusammen mit ihren Freunden Thomas Jones und Major Burdon-Evans um die Aufnahme belgischer Flüchtlinge in Wales. Insbesondere Kunststudenten und Künstler konnten dank der Unterstützung der Davies-Schwestern bis zum Ende des Krieges in Wales untergebracht werden. Zu ihnen gehörten der Bildhauer George Minne und die Maler Valerius de Saedeleer und Gustave Van de Woestyne mit ihren Familien.
1916 nahm Gwendoline Davies ihre Arbeit für das Londoner Komitee des französischen Roten Kreuzes auf. In dieser Zeit erwarb sie Rodins Bronzeskulptur Eva. Noch im selben Jahr ging sie für das Rote Kreuz nach Frankreich. In Troyes arbeitete sie in der Kantine eines Durchgangslagers der französischen Armee. Im März 1917 besuchte sie zudem kurzzeitig das kriegszerstörte Verdun. Obwohl Reisen innerhalb Frankreichs während des Krieges schwierig waren, reiste Gwendoline Davies wiederholt im Auftrag des Roten Kreuzes nach Paris und nutzte die Gelegenheiten, um weitere Kunstwerke für ihre Sammlung zu erwerben. Im April 1917 kaufte sie bei einem Besuch der Pariser Galerie Bernheim-Jeune die Gemälde Mittagessen auf dem Lande von Daumier und Der Zinnbecher von Carrière. Im Dezember desselben Jahres erstand sie bei einem erneuten Besuch bei Bernheim-Jeune von Manet das Gemälde Der Hase, ein Sitzendes Paar von Renoir und von Monet ein Bild der Serie Kathedrale von Rouen. Ein weiterer Besuch bei Bernheim-Jeune folgte im Februar 1918, bei dem Gwendoline Davies mit Berge bei L’Estaque und Landschaft in der Provence ihre ersten Bilder von Paul Cézanne erwarb. Im Folgemonat kam mit Don Quixote beim Lesen ein weiterer Daumier in ihre Sammlung.
Nach dem Ersten Weltkrieg gelangten nur noch wenige Kunstwerke in die Sammlung von Gwendoline Davies. Im März 1920 waren dies die Gemälde Ein berühmter Prozess von Daumier, Morgendämmerung von Carrière, Stillleben mit Teekanne von Cézanne und Regen – Auvers von Vincent van Gogh. Im März 1923 kaufte Gwendoline Davies zudem zwei Bronzeskulpturen mit Tänzerinnen von Edgar Degas, von dem Gemälde sowohl in der Sammlung von Gwendoline, wie auch ihrer Schwester Margaret, fehlen. 1926 beendete Gwendoline Davies ihre Sammlertätigkeit, da sie die immer stärker steigenden Preise auf dem Kunstmarkt als unmoralisch empfand. Nach ihrem Tod gelangte ihre Kunstsammlung, zu der neben Kunstwerken des Impressionismus und Nachimpressionismus auch Gemälde aus dem Umfeld von Botticelli und mehrere Arbeiten von William Turner gehörten, in das heutige National Museum Cardiff.

### Gemälde der Sammlung Gwendoline Davies

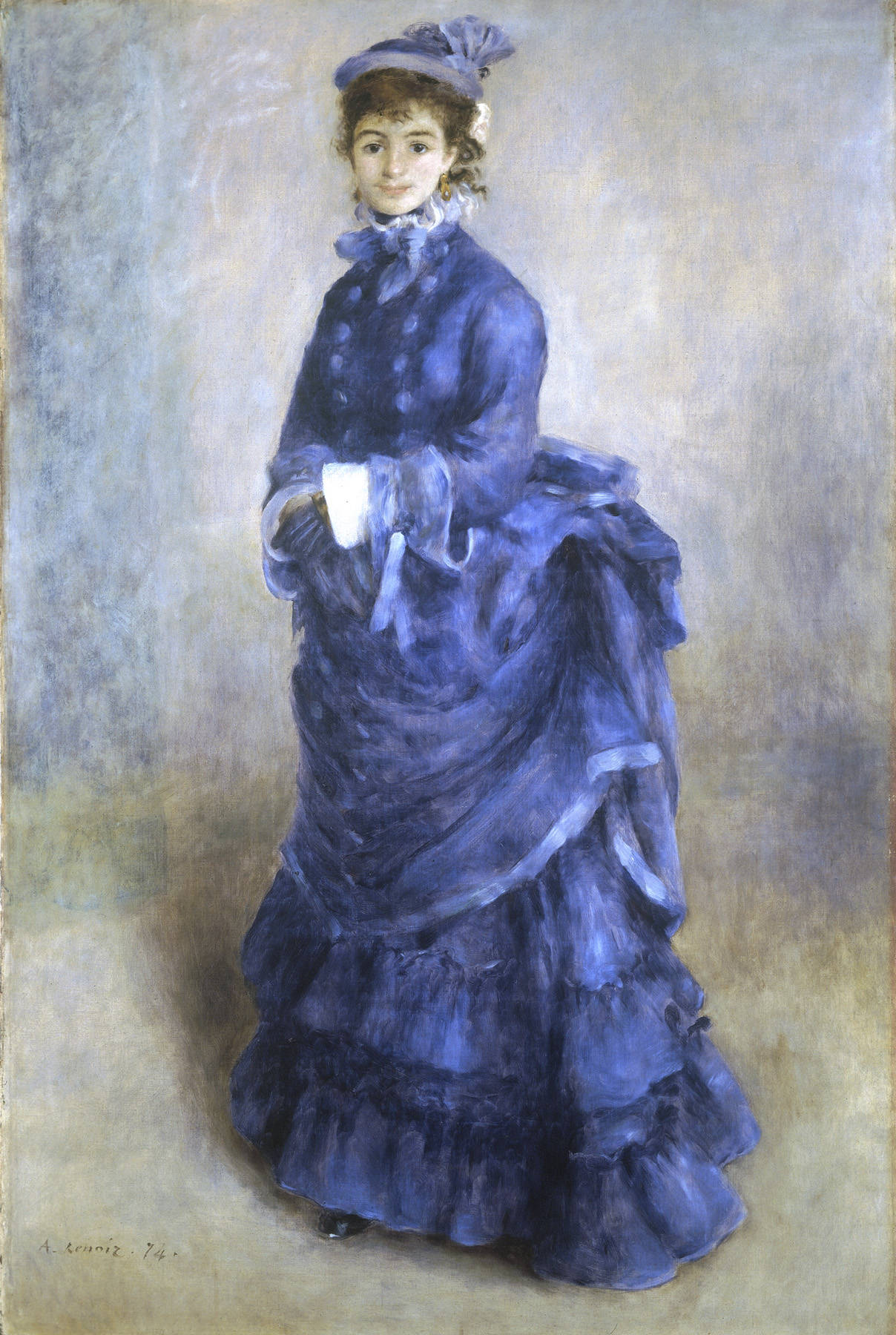
Pierre-Auguste Renoir: La Parisienne
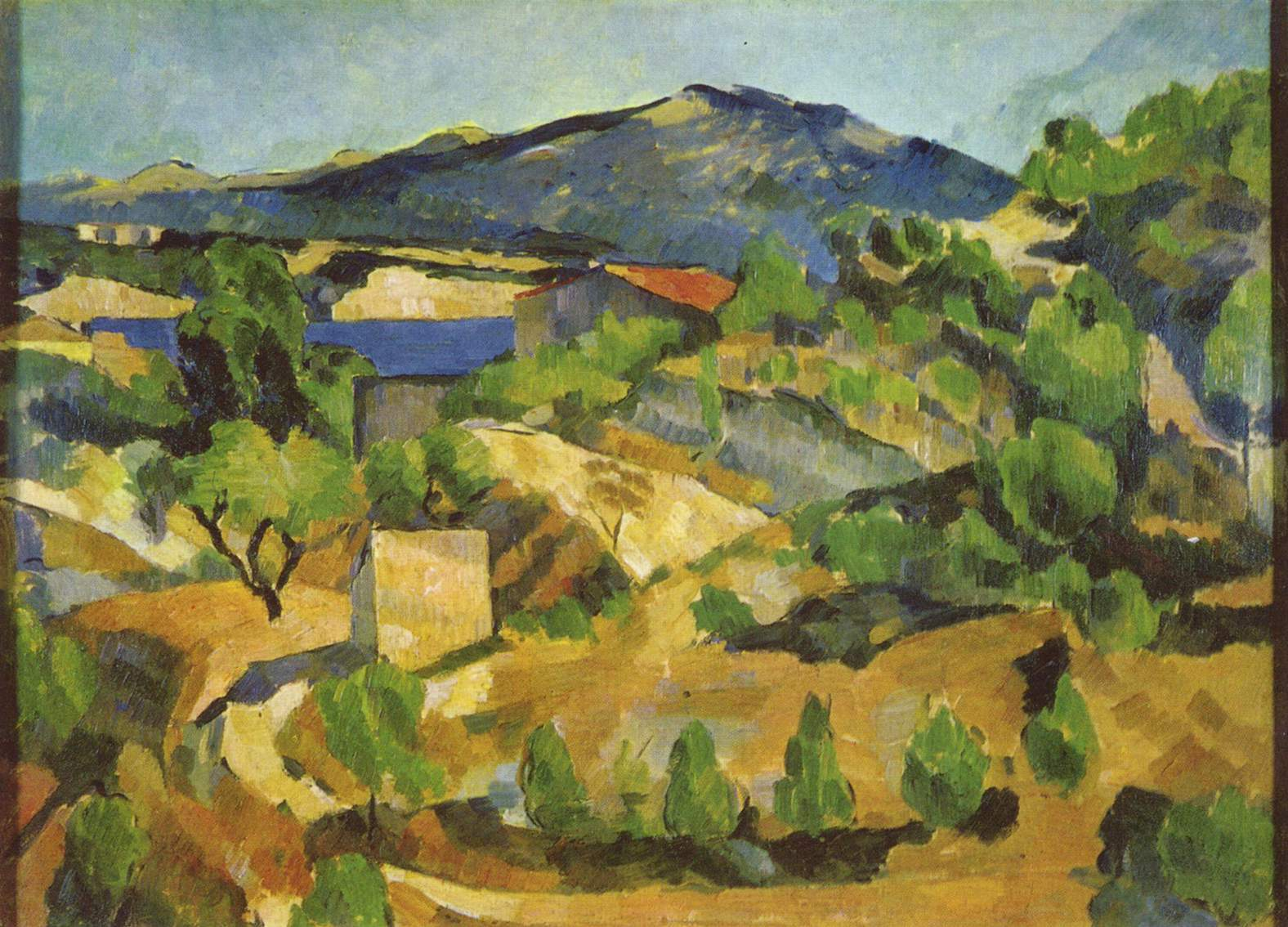
Paul Cézanne: Berge bei L’Estaque
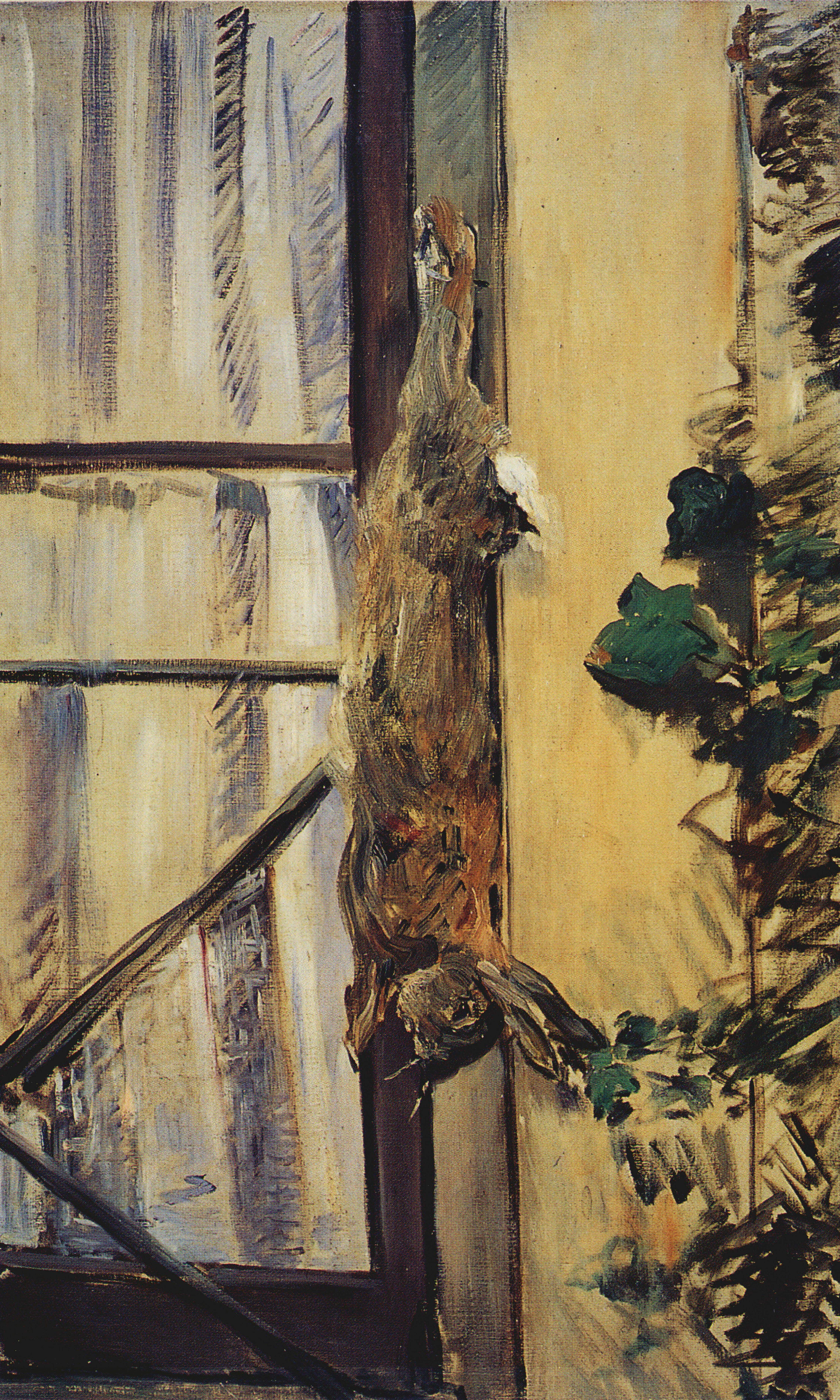
Édouard Manet: Der Hase
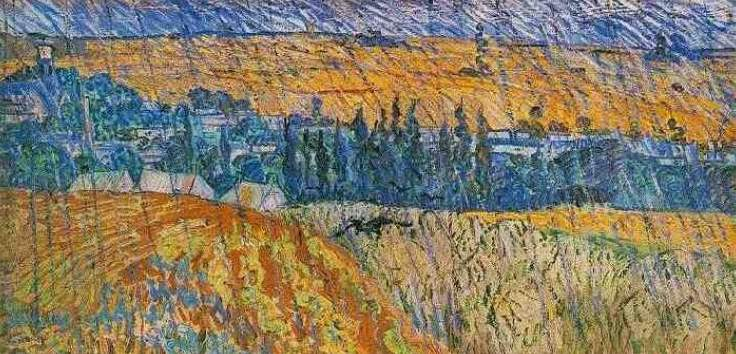
Vincent van Gogh: Regen in Auvers

## Gregynog als kulturelles Zentrum
Gregynog, ein Herrenhaus in der walisischen Grafschaft Powys, wurde nach dem Ersten Weltkrieg zum Lebensmittelpunkt der Davies-Schwestern. Sie erwarben das Anwesen 1920 und ließen in den Folgejahren das Haus und die Garten- und Parkanlagen umfangreich restaurieren. Das Haus diente nicht nur als Wohnsitz, sondern wurde von Gwendoline und Margaret Davies zu einem kulturellen Zentrum entwickelt. 1922 begründeten sie unter dem Namen Gregynog Press eine Privatdruckerei für limitierte, handgebundene Editionen. Als leidenschaftliche Musikerin setzte Gwendoline Davies sich zudem für die Förderung der klassischen Musik in Wales ein. Zusammen mit ihrer Schwester Margaret lud sie seit 1932 bedeutende Musiker ihrer Zeit, wie etwa Vaughan Williams, Gustav Holst, Edward Elgar und Benjamin Britten auf ihren Landsitz Gregynog ein und etablierte so das Gregynog Music Festival. In den 1930ern gehörte dieses Festival zu den bedeutendsten kulturellen und gesellschaftlichen Ereignissen Großbritanniens, so dass die Davies-Schwestern unter den Gästen auch den Dramatiker George Bernard Shaw und den britischen Premierminister Stanley Baldwin begrüßen konnten.